# コロヴラト (シンボル)

時計回りのコロヴラト

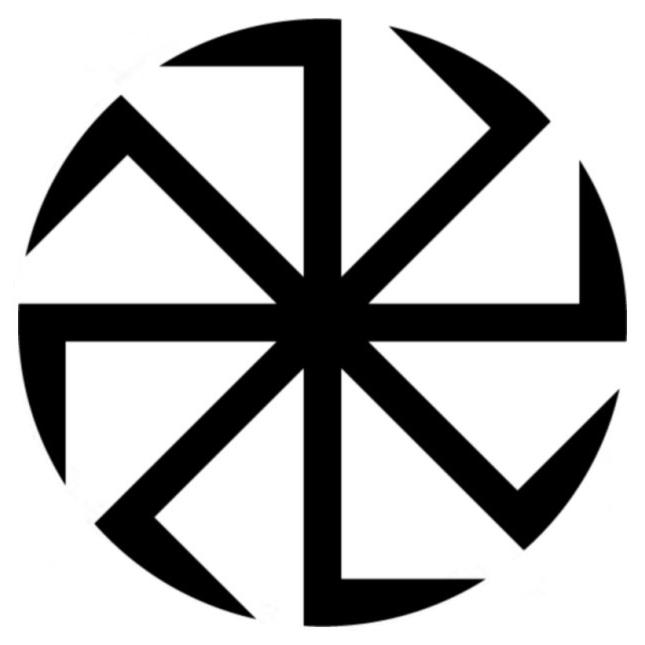
反時計回りのコロヴラト

コロヴラト（ロシア語: Коловра́т）またはコロヴォロト（ロシア語: коловоро́т）とは、8つの尖った鉤を持つシンボルで卍の一種である。ロシアにおけるネオナチズム、ロシア民族主義者そしてロドノヴェリエのシンボルであり、太陽に関する古代スラヴもしくはアーリア人種のシンボルと考えられている。あまり一般的なものでないものの、鉤が6つもしくは4つのものもコロヴラトと呼ばれることがあり、4つのものに関してはハーケンクロイツと同じものになる。
このシンボルは20世紀終わりに作られた。歴史上、コロヴラトに似たシンボルはいくつかあったもののそれらシンボルの本来の意味はわかっておらず、正確な資料においてもコロヴラトという名前のシンボルは知られていない。

## 起源
1923年にポーランドの画家スタニスワフ・ヤクボウスキがペイガニズムをモチーフにして作成した作品の中にコロヴラトに近いシンボル（）があり、ヤクボウスキはこれを太陽（ポーランド語: słoneczko）としていた。なお、そのヤクボウスキの作品はフィクションである。宗教学者のヴィクトル・ガイドゥコフは、ヤクボウスキの作品にあるコロヴラトに似たシンボルはコロヴラトそのものではなく、またこのシンボルを新たに作りだしたわけではないことを指摘している。
ロドノヴェリエとネオナチは「コロヴラト」と「ソンツェヴォロト」（露: солнцеворо́т）という語を卍の意味合いで使っている。コロヴラトという名前は1990年代初頭にネオナチ系準軍事組織ロシア民族連合、1997年にネオナチ系ロックバンド「コロヴラト」で使われていた。

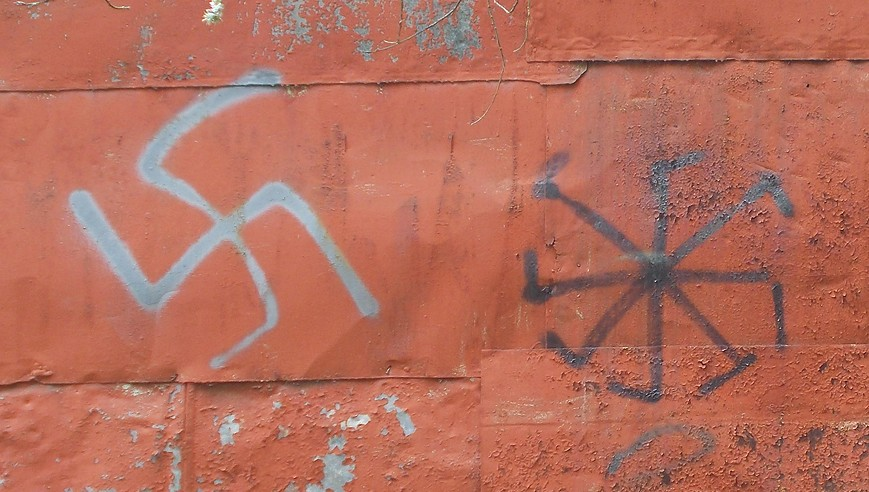
ハーケンクロイツとコロヴラトのグラフィティ

このシンボルはロシアにおけるロドノヴェリエのコミュニティでの考察と議論によって出現し、作者のうちの一人とされている元反体制派でロドノヴェリエの創始者の一人でもあるアレクセイ・ドブロヴォルスキー、もう一人はシンボルのことでドブロヴォルスキーと交流があったロドノヴェリエのイデオロギー学者ワジム・カザコフではないかと考えられている。シンボルはおおよそ1994年に作成され、この年には他のロドノヴェリエのシンボルが考えられていた時期だった。1994年にドブロヴォルスキーはシンボルを描いた手紙を書いていて、同年にカザコフが出版した本「イメノスロフ」には赤い背景に金色のコロヴラトが描かれている。
ドブロヴォルスキーはロドノヴェリエの復活の象徴として8つの鉤を持った卍であるコロヴラトを取り入れた。歴史家で宗教学者のロマン・シジェンスキーによれば、ドブロヴォルスキーはアーネンエルベの初代指導者ヘルマン・ヴィルトによるオエラ・リンダの書から構想を得たという。この8つの鉤を持った卍はヴィルトはこれが最も古い卍の形であると解釈して作成した。
これ以降、コロヴラトはワジム・カザコフとロドノヴェリエの司祭ヴェレスラフによって広く知られるようになった。

## 意味
アレクセイ・ドブロヴォルスキーはコロヴラトをペイガニズムの太陽の象徴と見て、1996年にはこれを「ユダヤのくびき」に対する「民族解放闘争」の象徴とした。ドブロヴォルスキーはコロヴラトとハーケンクロイツの意味は完全に同じだとしている。

コロヴラト旗の一種

ロドノヴェリエの信者は6つもしくは8つの鉤を持つコロヴラトは永劫回帰な高次元世界とのつながりを象徴する重要なものと考えている。
ロシア民族主義者の間ではナチスのシンボルはナチスがコロヴラトを含むロシアのシンボルや「ヴェーダの宗教」そのものをスラヴ人から盗んだという考え方が存在する。多くのロドノヴェリエの信者にとって夏至に関連しているイワン・クパーラの祝祭を重要にしている。イワン・クパーラはロドノヴェリエの共同体においては「ソンツェヴォロト」と呼ばれコロヴラトと結ばれている。

## 広がり

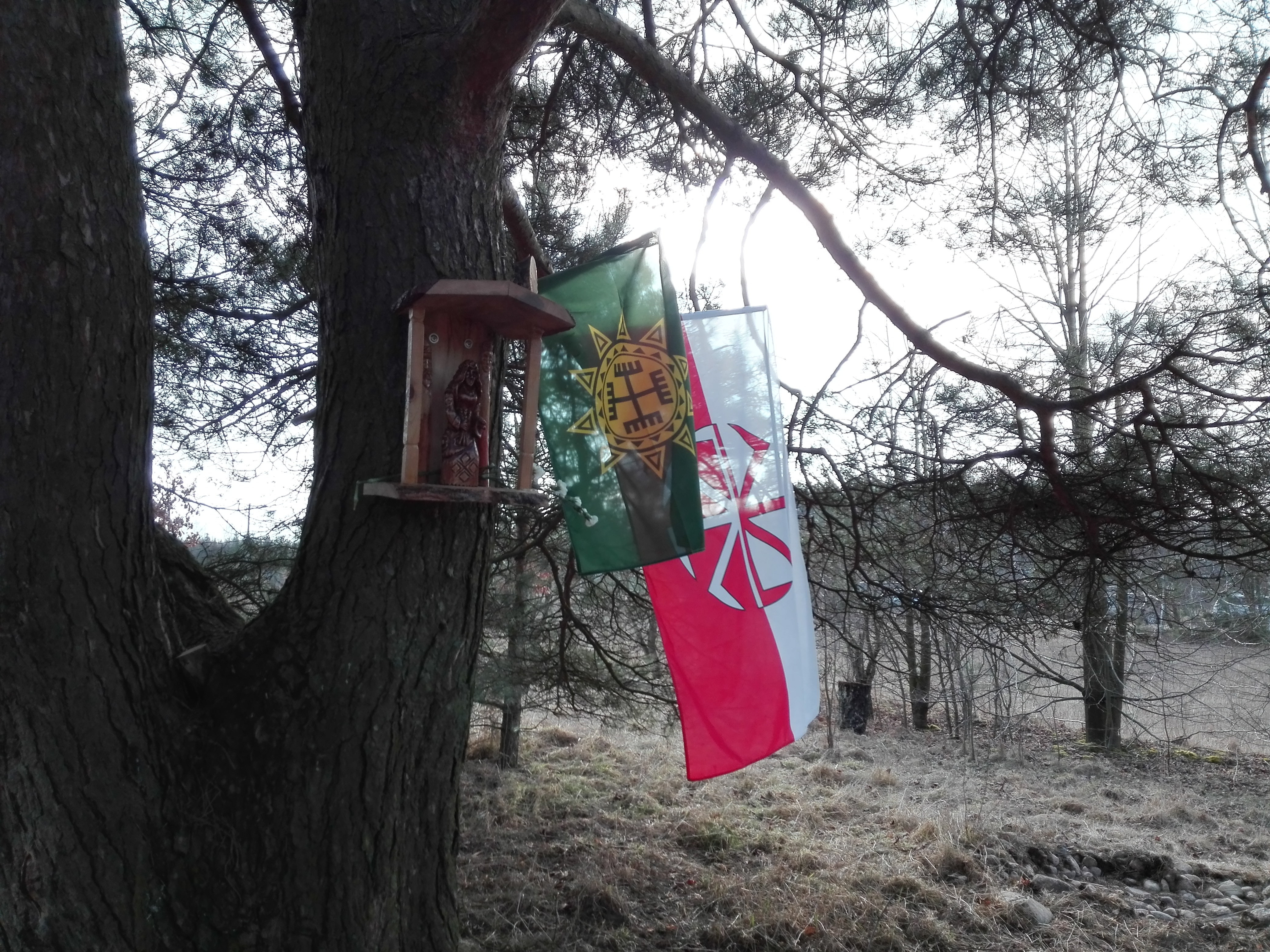
ポーランドにおけるロドノヴェリエによるモコシの祭壇に掲げられたコロヴラト付きポーランド国旗

コロヴラトはロドノヴェリエにおいて最も認知されているシンボルであり、宗教的および集団的アイデンティティを表している。
1997年にロシア民族連合の大会によって全ロシア軍事愛国運動「コロヴラト」が結成されている。この団体の青少年組織も「コロヴラト」という名前が付けられた。ロシア民族連合の紋章には尖った十字のベツレヘムの星のシンボルに鉤十字があしらわれており、これは「コロヴラト」と名付けられているが、ヴィクトル・ガイドゥコフはその命名は間違っていると指摘している。
1994年からネオナチの間で人気を博しているロックバンドの一つが1997年に「コロヴラト」という名前に改名した。このバンドは北方人種の勝利が到来することを信じており、「アーリア人」に対して民族闘争を呼び掛けている。

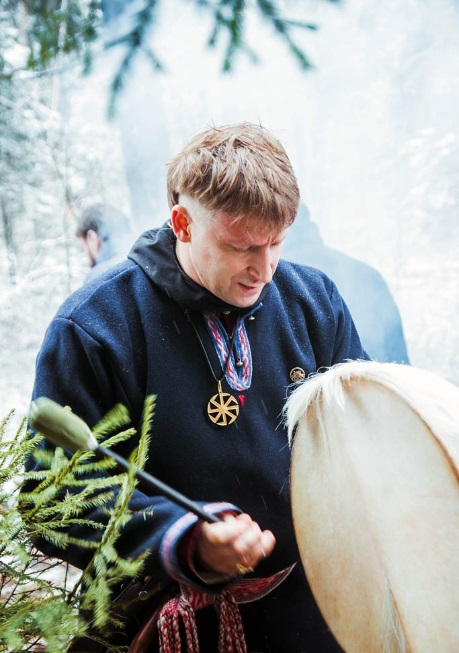
スラヴ土着信仰共同体連合の長、司祭ベロヤル

2001年にスラヴ土着信仰共同体連合は、ナチスの親衛隊のシンボルと同じようにキリスト教化以前のスラヴ文字の「力」に相当する文字を二つ並べたシンボルと8つ鉤のコロヴラトを紋章とした。
ロシア民族連合のエストニア支部は「コロヴラト」という名前で登録されており、2001年には同名の機関紙を発行した。
ロドノヴェリエの組織においては「コロヴラト」もしくは「ソンツェヴォロト」という名前が付けられていることがよくある。
ヴァチェスラフ・クリコフが制作したベルゴロド州にあるスヴャトスラフ1世の記念碑のスヴャトスラフ1世が持つ盾にはコロヴラトがあしらわれている。この記念碑には倒されているハザールのユダヤ人兵士の姿もあり、これは陰謀論のハザール神話が表現されている。
コロヴラトはロシアの民族主義組織や運動によって開催されているロシアの行進においても他のロドノヴェリエのシンボルとともに主流なものとなっている。
ドンバス戦争では親ロシア派やウクライナのロドノヴェリエ信者の軍隊が8つ鉤のコロヴラトを部隊エンブレムとして使用している。その中でも有名な部隊としてルシッチ・グループが存在する。
2019年にクライストチャーチモスク銃乱射事件を起こしたブレントン・タラントは黒い太陽が描かれた防弾ベストやコロヴラトといったネオナチのシンボルが描かれたバッチなどを所持していた。
2019年の調査によればコロヴラトはロドノヴェリエの中で一番多く使われているシンボルとされている。
人権団体のウクライナ・ヘルシンキグループが2021年に作成したヘイトシンボルの一覧に含まれている。

ロシア民族連合の紋章
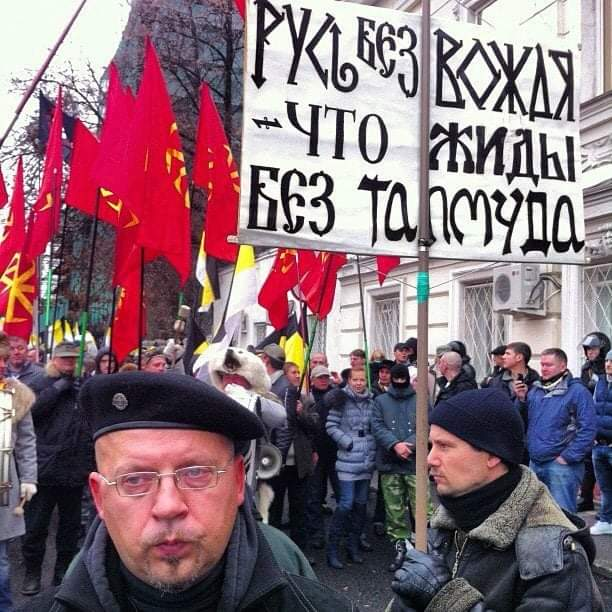
2012年のロシアの行進
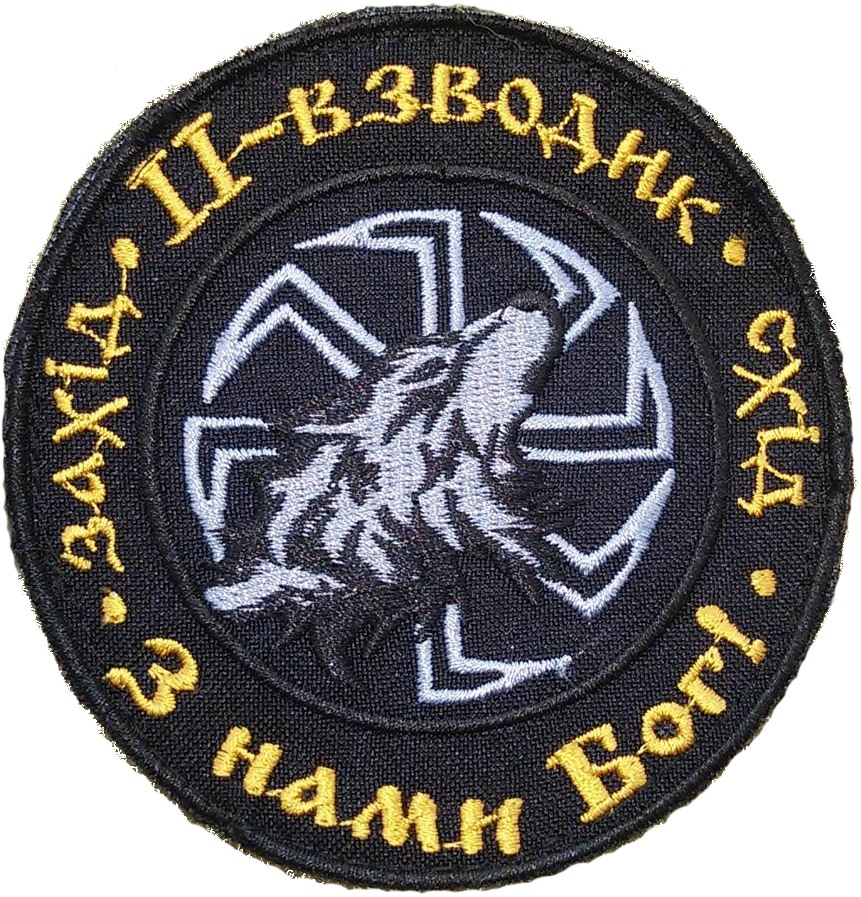
ドンバス大隊第2小隊のエンブレム
ルシッチ・グループのエンブレム
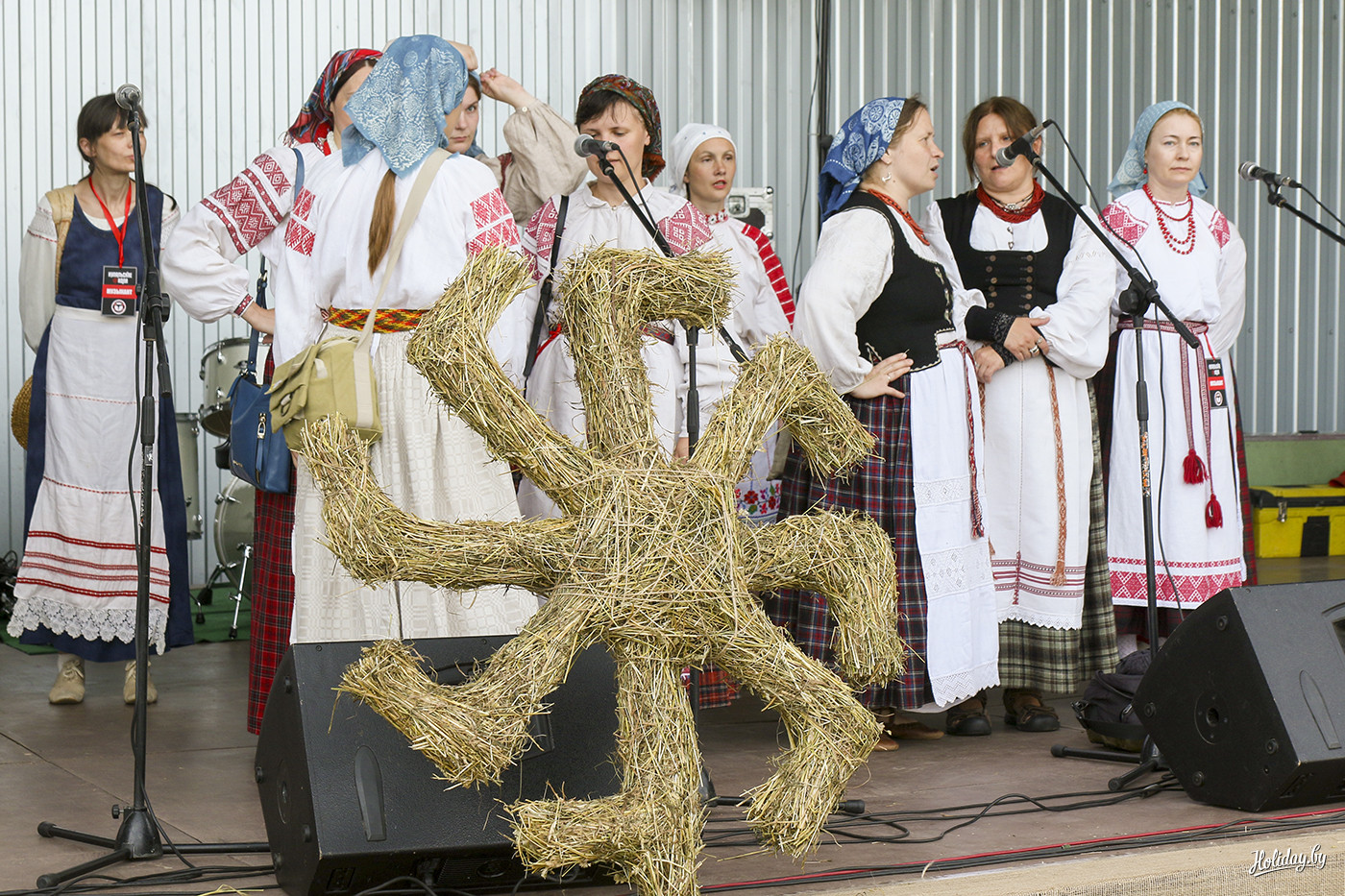
2019年ベラルーシにおけるイワン・クパーラの祭り
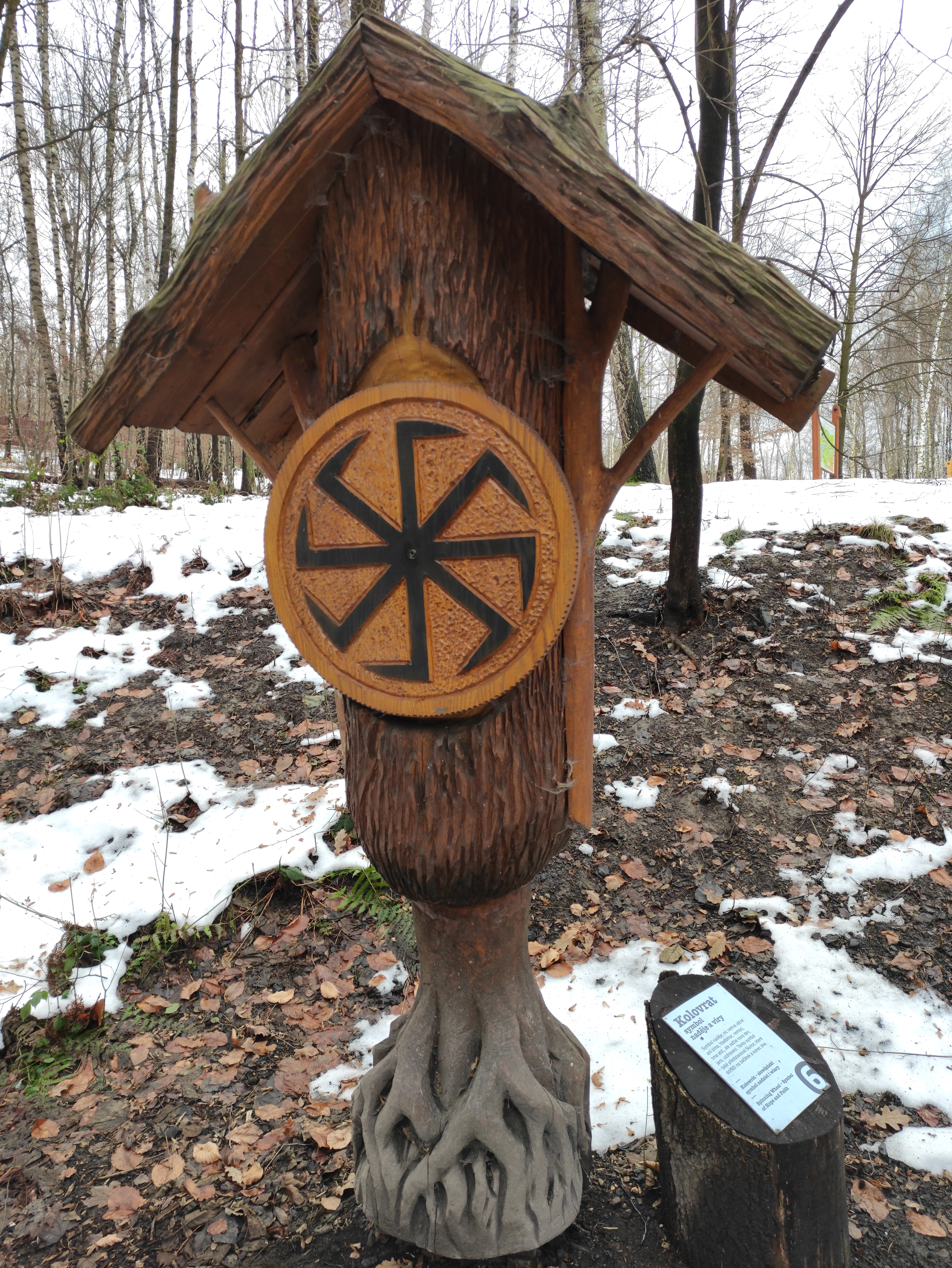
チェコのオストラヴァ動植物（英語版）のネイチャー・トレイルにあるスラヴの神々の彫刻（チェコ語版）の一つ。

## 歴史的背景
スラヴの文化の中で4つもしくは8つの鉤を持った十字や似たようなシンボルは散見されるものの、コロヴラトは伝統的なものではない。
ロドノヴェリエの信者はコロヴラトの「コロ（коло）」は、古東スラヴ語で太陽を意味する「солнце」が語源と主張しているものの、それを裏付ける歴史資料は存在していない。また「коло」自体、スラヴ諸語においていくつかの意味を持っている。「ヴラト（врат）」は母音重複ではなく、これは語源が教会スラヴ語もしくは古東スラヴ語である可能性を意味している。
北ロシアにおいて「雷の車輪（露: громово́е колесо́）」という6つか8つの尖ったロゼット状のシンボルが実在する伝承によって存在する。

## ロシアにおける規制
ロシア国内でこのシンボルをプロパガンダもしくはデモ活動で使うことはナチスのシンボルやそれらに似たシンボルを宣伝したり公で使うことを禁止しているロシア連邦行政違反法典20.3に基づいて起訴されることがあり、有罪となった場合には罰金1000から2000ルーブルが科せられ、違反の起因となる物品は没収もしくは没収の上最大15日の拘留が科せられる。拘留となるとロシア内務省過激派対策局の監視下におかれ、被選挙権を失う。2010年11月2日クラスノアルメイスク地区裁判所の判決ではコロヴラトを含むナチズムの象徴のある画像の内容に対して過激的だとして連邦過激派資料リストの947に以下の通り掲載された。
Изображение фигуры человека, правая рука которого вытянута в традиционном нацистском приветствии, с наличием изображения, сходного с нацистской символикой до степени смешения (коловрат) и кельтского креста" (решение Красноармейского районного суда города Волгограда от 02.11.2010).

訳:右手を伸ばしてナチス式敬礼をしている人物の画像でハーケンクロイツとよく似たコロヴラトとケルト十字が混在している。（2010年11月2日付ヴォルゴグラード市クラスノアルメイスク地区裁判所判決）
裁判所や専門家はコロヴラトをハーケンクロイツに紛らわしいほど似たシンボルとして認識している可能性がある。例えば、2019年にケメロヴォのロドノヴェリエ信者の組織に所属している司祭がハーケンクロイツを2つ以上重ねて作った8つ鉤の十字状のシンボルを使ったことに対し、サヴォツキー地区裁判所はケメロヴォ州立医科大学の歴史科学の修士からの意見に基づいて罰金刑を科した。他にも修士は司祭が使っていたコリャドニク（コロヴラトと同義の言葉）やコロヴラト、その他類似する鉤十字のシンボルは歴史的なものでないことも指摘した。
2020年2月に行政違反法典が改正され、検察官はナチスや過激派プロパガンダが実際に影響を与えているのかを立証しなければならなくなったが、これは事実上改正されていないものとして扱われてしまう可能性がある。この法におけるデモ活動には衣類や物品にシンボルを印刷すること、シンボルが含まれる写真や絵をインターネット上で公開し、それをSNSなどで共有することも含まれる。
法律家の主張では反時計回りのコロヴラトはハーケンクロイツと容易に区別がつき、一つのイメージを過激的としたとしても、それを構成するすべてを拡散することを禁止するを意味しないとの見解を示した。